# 愛知高速交通東部丘陵線
東部丘陵線（とうぶきゅうりょうせん）は、愛知県名古屋市名東区の藤が丘駅から愛知県豊田市の八草駅までを結ぶ、愛知高速交通の磁気浮上式鉄道路線である。愛称はリニモ（Linimo）。

## 概要
東部丘陵線は常電導吸引型 (HSST) による、日本初の磁気浮上式鉄道（リニアモーターカー）の常設実用路線である。軌道法に基づく軌道として特許され、2005年に開催された愛知万博（愛・地球博）の未来感と会場アクセスの目的を兼ねて建設された。万博閉幕後は名古屋市営地下鉄東山線や愛知環状鉄道線と連絡し、名古屋市内と東部丘陵地域を結び、これまで鉄道空白地帯だった長久手市（開業時は愛知郡長久手町）に鉄道が通るようになった。
路線は概ね愛知県道6号力石名古屋線に沿って建設され、藤が丘駅からはなみずき通駅ホーム半ばまでの区間は地下線、はなみずき通駅付近で地表へ上り、以東の八草駅までの区間は高架線となっている。名鉄豊田線と同様に尾張丘陵を横断する路線ではあるが、同線とは異なり山岳トンネルや掘割区間はないため、急勾配となる区間も少なくない。
「リニモ」ではATOによる無人自動運転を採用している。ただし、操縦者の教育訓練のためや、貸切運転時に有人手動運転を行うことがある。また、運転は行わないが、地下区間である藤が丘 - はなみずき通間と、最終列車である藤が丘0:05発の愛・地球博記念公園行き、早朝の時間帯に運行される八草5:30と5:48発、藤が丘5:50発に限り全区間で乗務員が乗務する。なお万博期間中は全列車において乗務員が乗務していた。
また既に無人運転を実施している「ゆりかもめ」等他の日本の新交通システムは全て比較的低速度の運行であるが、当路線ではこれを破り無人運転では初めてかつ唯一の営業最高速度約100 km/hを実現している。
安全面にも配慮して全駅にホームドアが整備されている。通常は藤が丘駅、愛・地球博記念公園駅、八草駅を除いて無人駅だが、窓口自体は設置されており、イベントなどの時には臨時に駅員が配置されることがある。各駅にある「改札口」と「出口」看板には日本語・英語・中国語・韓国語表記のほかにポルトガル語（ブラジルポルトガル語）表記もある。
瀬戸市及び日進市内に路線は通っていないが、当線を運営する愛知高速交通には両市とも株主として一定の金額を拠出している。
名古屋市営地下鉄の駅構内の路線図には、名古屋臨海高速鉄道あおなみ線、名古屋ガイドウェイバスガイドウェイバス志段味線（ゆとりーとライン）と共に、当路線も記載されている。

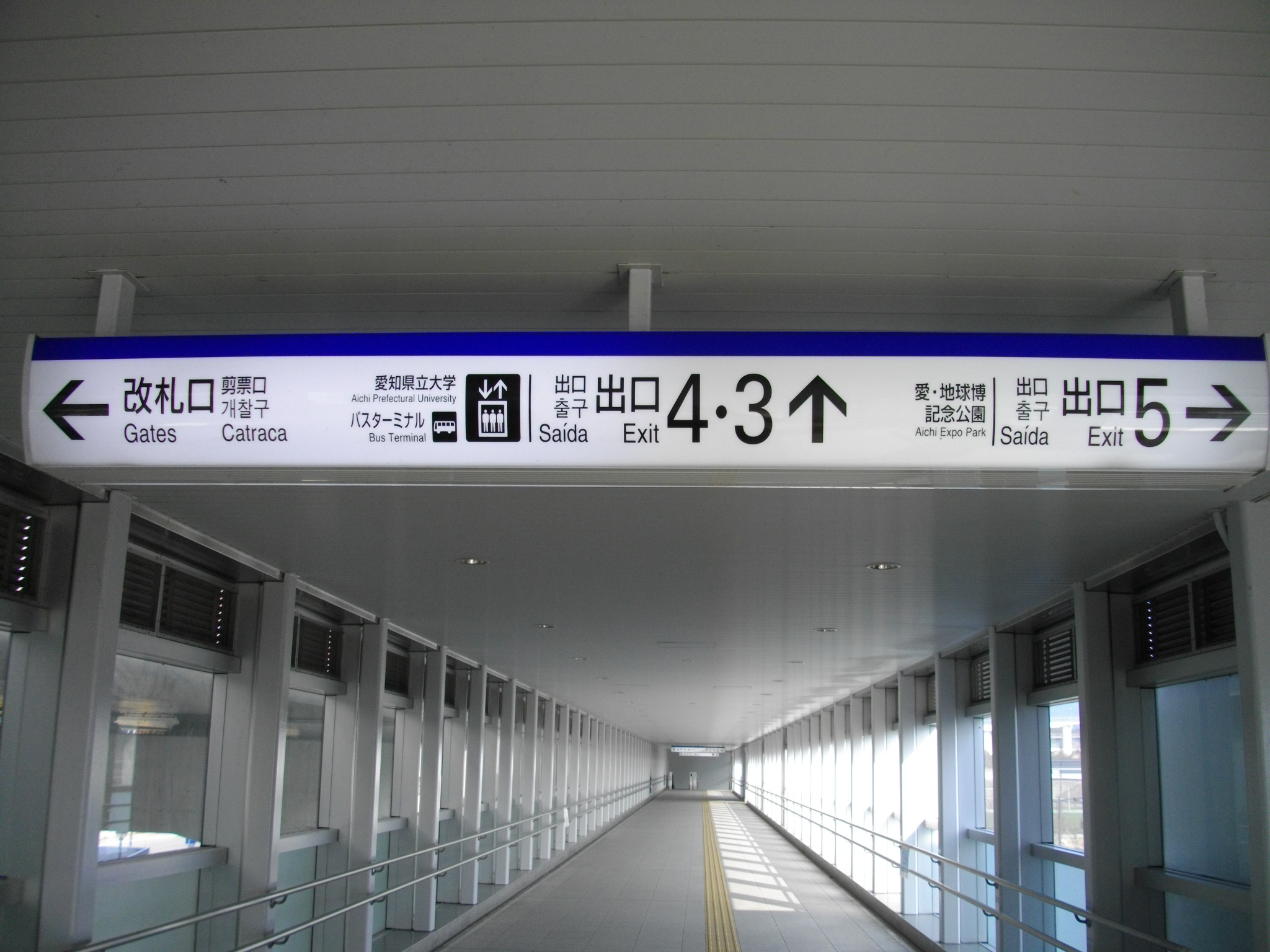
愛・地球博記念公園駅の駅構内表記。 「catraca（改札口）」「saída（出口）」がポルトガル語である。
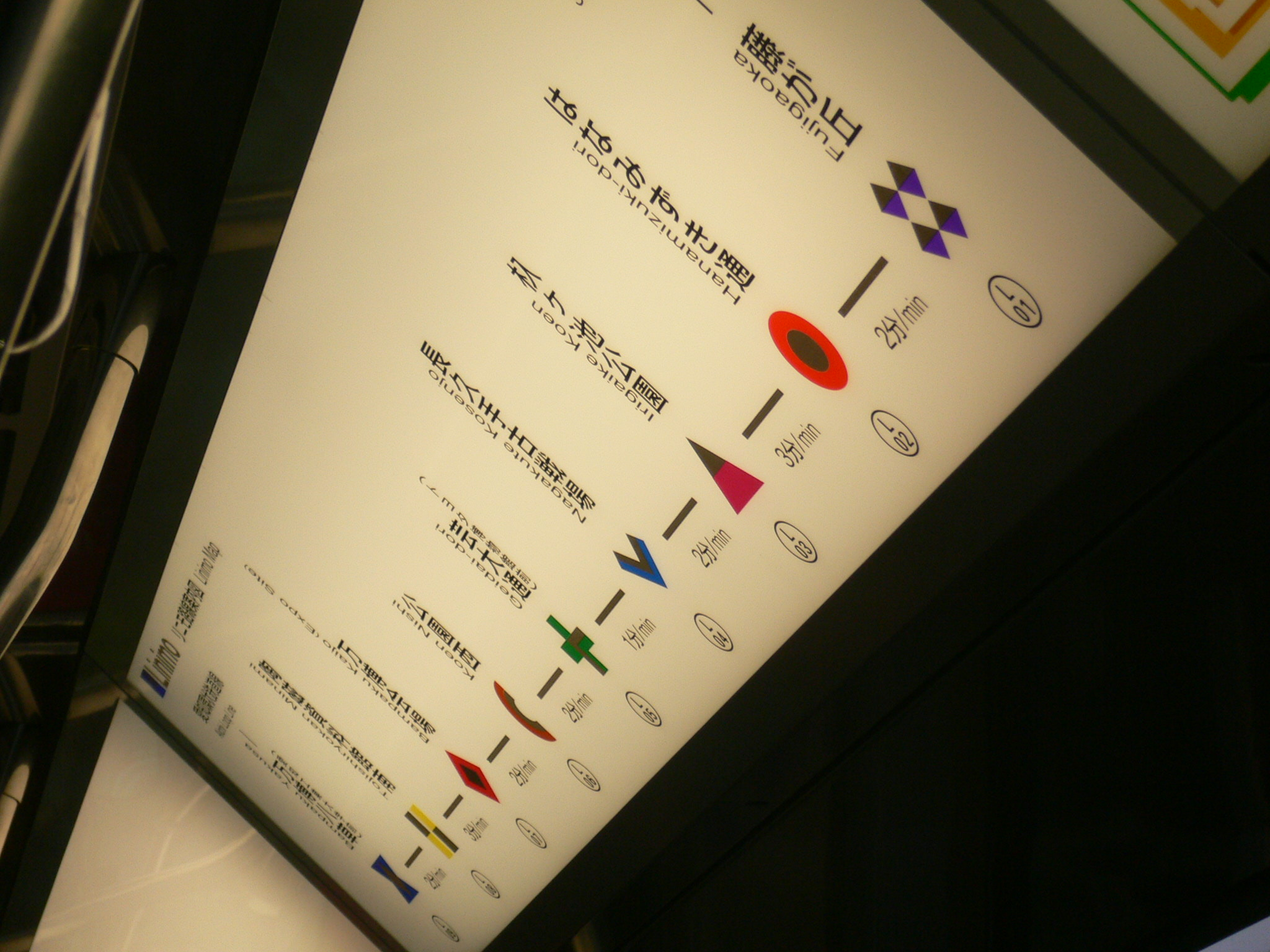
各駅に設定されたシンボルマーク
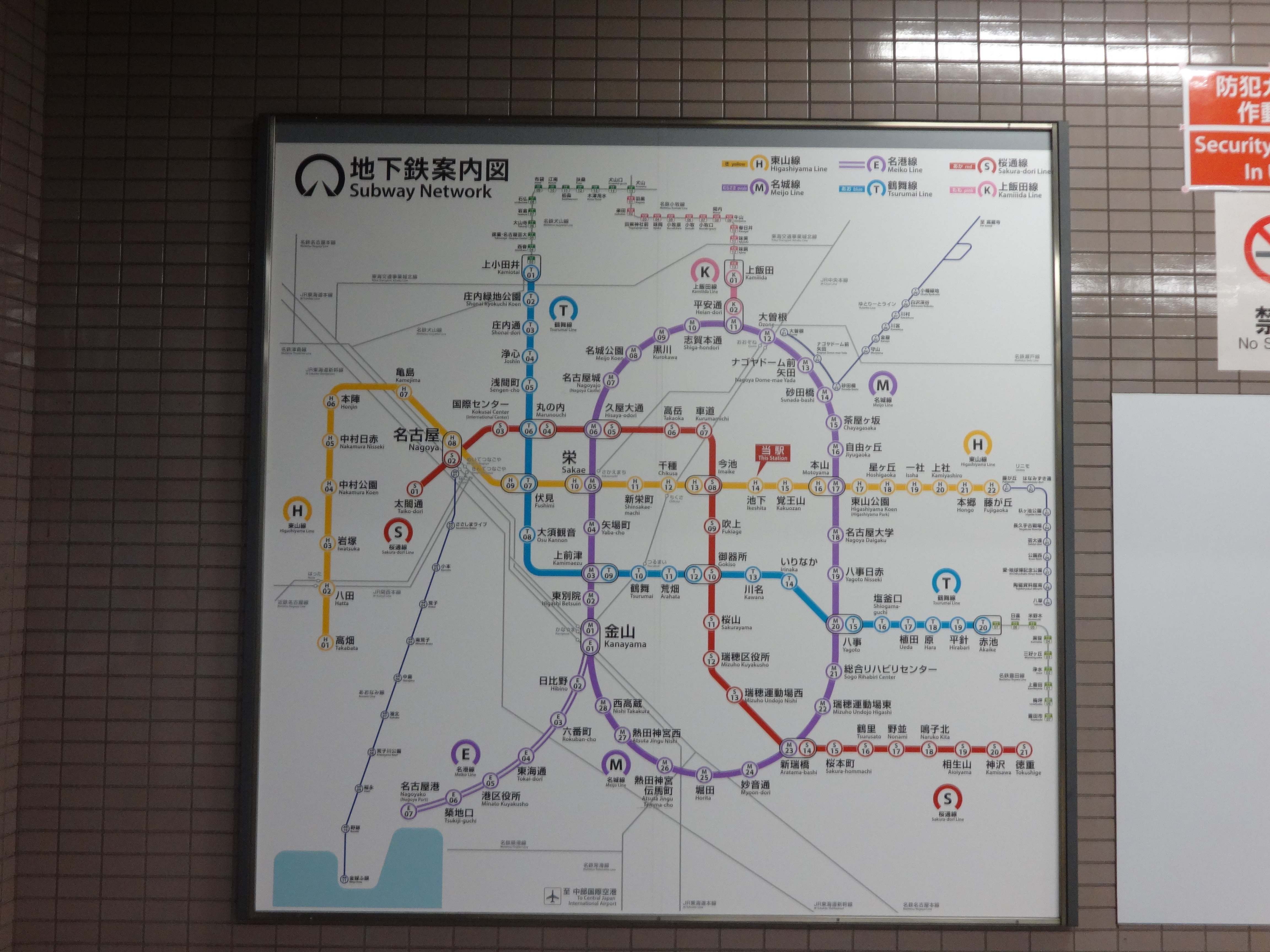
当路線が掲載されている名古屋市交通局の路線図

### HSST
HSSTのインフラ整備にかかる投資額は、従来の中量輸送の代表ともいえるモノレールやAGTより低廉なものとなっている。
これまでの鉄道システムとは異なり、車輪を用いないため、レールと車輪の接触による騒音・振動がなく、また、推進力は車輪とレールの接触による粘着力に依存しないリニアモーターによるため、加・減速や登坂性能に優れ、ゴムタイヤ式よりもさらに静かで乗り心地がよく、最高速度も上回る、などの多くの利点を持つ。反面、走行にかかる電力消費が大きい。
車両は常に浮いており、停車中は機械式ブレーキにより静止させている。扉が閉まり発車する時に床下より発生する「ドン」という音は、機械式ブレーキ解除の際に発する音である。通常は車輪を使用しないが、非常時には車輪で走行可能である
。

### 路線データ
- 路線距離（営業キロ）：8.9 km（建設キロ：9.15 km）
- 方式：常電導吸引型磁気浮上式 (HSST)
- 駅数：9駅（起終点駅含む）
- 複線区間：全線
- 電気方式：直流1500 V
- 最高速度：100 km/h[2]
- 最急勾配：60 ‰[1]
- 最小曲線：75 m[1]

## 建設の経緯
東部丘陵地域が「あいち学術研究開発ゾーン」として学術研究施設や公園、宅地開発が進められることになり、輸送需要の増加に対応でき、交通渋滞に悩まされない軌道系交通機関が求められることになり、元来あった藤が丘 - 長久手間に地下鉄1号線（東山線）を延伸する計画を発展させる形で東部丘陵線の構想が生まれた。
1992年（平成4年）、運輸政策審議会答申第12号で「2008年までに中量軌道系の交通システムとして整備することが適当」とされた。その後「東部丘陵線導入機種選定委員会」が跨座式モノレール、新交通システム、磁気浮上システムの中から、
- 建設予定地が60‰もの急勾配が続く丘陵地であること[注釈 7]
- システム自体の先進性

などの理由で磁気浮上システムを選定し、方式としては、日本航空が開発し、中部HSST開発によって名鉄築港線沿いにあった大江実験線で走行試験が重ねられて来た常電導吸引型 (HSST) が採用された。
また、愛知万博が長久手町（当時）の愛知青少年公園などを会場として開催されることが決まり、その鉄道系のアクセス路線の一つとして位置付けられた。
2000年に運営主体として愛知高速交通株式会社が設立され、2002年に着工された。2004年から完成した本線で試運転が重ねられ、2005年3月6日に開業を迎えた。
総事業費は約997億円、このうち愛知高速交通施工分は約356億円である。

## 歴史
- 2001年（平成13年）10月3日：藤が丘 - 八草間の浮上式鉄道に軌道法による特許[5]。
- 2002年（平成14年）11月12日：路線愛称を「リニモ (Linimo)」と決定[6]。
- 2003年（平成15年）12月24日：駅名を決定[7]。
- 2005年（平成17年）3月6日：藤が丘 - 万博八草間が開業[5][8]。当初よりトランパスに対応。
- 2006年（平成18年）4月1日：万博会場駅を愛・地球博記念公園駅、万博八草駅を八草駅に改称。
- 2013年（平成25年）3月16日：平日ダイヤを大学開講期間の平日に適用する平日第1ダイヤ、大学休講期間の平日に適用する平日第2ダイヤに分ける[9]。
- 2016年（平成28年）
  - 3月12日：ICカード乗車券manacaを導入[10]。同時に交通系ICカード全国相互利用サービスにも対応[11]。
  - 7月1日：身体障害者および知的障害者に適用していた割引運賃を、精神障害者にも適用開始[12]。
  - 12月4日：イオンモール長久手の開業に伴い、土休日ダイヤを中心に大規模なダイヤ改正を実施。土休日ダイヤを平日第2ダイヤと同時刻とし、平日第2・土休日ダイヤとする[13]。運転間隔は平日の朝ラッシュを除いて8分間隔になる。
- 2019年（令和元年）
  - 8月3日：藤が丘駅で幼児がホームドアと車両の隙間に取り残され、転落する事故が発生[14]。
  - 8月10日：8月3日の事故を受け、1日当たり70本（27パーセント）減便する[15]臨時ダイヤを実施[16][17]。
  - 10月1日：臨時ダイヤを終了し、通常ダイヤに復帰[18]。

## 運行形態
最高速度は約100 km/hで、藤が丘 - 八草間の所要時間は約17分。最終列車として藤が丘0:05発の愛・地球博記念公園行きがあるほかは、藤が丘 - 八草間の全線運転である。年度初めは臨時列車が運行されることもある。2013年3月16日のダイヤ改正で、平日ダイヤが大学開講期間（4 - 7・10 - 1月）の平日に適用する平日第1ダイヤ、大学休講期間（2・3・8・9月）の平日に適用する平日第2ダイヤに分けられた。運転間隔は、平日朝ラッシュ時は6分間隔、大学開講期間はラッシュ以降も7 - 8分間隔、平日夕は7 - 8分間隔、平日昼間・土曜休日は10分間隔。2013年3月15日までは、平日朝ラッシュ時は7分間隔、夕方も10分間隔の運行体系だった。
2016年12月4日には、イオンモール長久手の開業に伴うダイヤ改正が実施され、土休日ダイヤと平日第2ダイヤを同時刻として平日第2・土休日ダイヤとし、平日・土休日の昼間の運転間隔が10分間隔から8分間隔に短縮されている。
2019年8月3日に、藤が丘駅で幼児が車両とホームドア間の約35センチメートルの隙間に取り残され、そのまま列車が発車したことで、幼児が軌道に転落する事故が発生した。このため全列車に係員を添乗させることになり、その要員確保のため、同年8月10日から9月30日まで朝時間帯10分間隔、日中 - 夜間帯12分間隔の臨時ダイヤとした。監視カメラ増設などによる安全対策を行って解除した。

### 愛知万博開催時の運行形態
2005年3月6日の開業時から9月26日まで、愛知万博輸送を前提とした運行体系が採られた。東部丘陵線（リニモ）との乗換駅となる愛知環状鉄道の八草駅は2004年10月10日から2005年9月30日の間、「万博八草」駅と改称されていた。リニモの八草駅は開業時から2006年3月31日まで「万博八草」駅だった。また愛・地球博記念公園駅も開業時から2006年3月31日まで「万博会場」駅だった。
運転間隔は朝と夜が6 - 15分間隔、昼間が5 - 7分間隔だった。3月19日から万博終了までの土曜・休日には昼間8 - 10時台と夜20 - 23時台に藤が丘 - 万博会場間と万博八草 - 万博会場間に区間列車が運行された。

## 使用車両
- 100形
2005年の開業時から使用。2005年度グッドデザイン賞[19] と2006年度ローレル賞をそれぞれ受賞した。

## 駅一覧
- 全駅愛知県内に所在。

| 駅番号 | シンボル マーク | 駅名                                     | 駅間 キロ | 営業 キロ | 接続路線                           | 構造 | 所在地          |
| ------ | --------------- | ---------------------------------------- | --------- | --------- | ---------------------------------- | ---- | --------------- |
| L01    |                 | 藤が丘駅                                 | -         | 0.0       | 名古屋市営地下鉄： 東山線 (H22)    | 地下 | 名古屋市 名東区 |
| L02    |                 | はなみずき通駅                           | 1.4       | 1.4       |                                    | 地上 | 長久手市        |
| L03    |                 | 杁ヶ池公園駅                             | 0.9       | 2.3       |                                    | 高架 | 長久手市        |
| L04    |                 | 長久手古戦場駅 （イオンモール長久手 前） | 1.1       | 3.4       |                                    | 高架 | 長久手市        |
| L05    |                 | 芸大通駅 （トヨタ博物館前）              | 1.1       | 4.5       |                                    | 高架 | 長久手市        |
| L06    |                 | 公園西駅                                 | 1.5       | 6.0       |                                    | 高架 | 長久手市        |
| L07    |                 | 愛・地球博記念公園駅 （愛知県立大学前）  | 1.0       | 7.0       |                                    | 高架 | 長久手市        |
| L08    |                 | 陶磁資料館南駅                           | 1.0       | 8.0       |                                    | 高架 | 豊田市          |
| L09    |                 | 八草駅 （愛知工業大学前）                | 0.9       | 8.9       | 愛知環状鉄道：■愛知環状鉄道線 (18) | 高架 | 豊田市          |

## 運賃
大人普通旅客運賃（小児半額）。2019年10月1日改定。
| キロ数     | 運賃（円） |
| ---------- | ---------- |
| - 2.0 km   | 170        |
| 2.1 - 4.0  | 240        |
| 4.1 - 6.0  | 300        |
| 6.1 - 8.0  | 360        |
| 8.1 km以上 | 380        |

第1種の身体障害者手帳を所持する身体障害者、第1種の療育手帳を所持する知的障害者、第1級の精神障害者保健福祉手帳（顔写真付きに限る）を所持する精神障害者には、介護人と同乗する場合に限り、障害者本人・介護人とも割引運賃（5割引）が適用される。

## カード・乗車券
manacaを除くリニモ各駅で販売されるすべての乗車券は、地下鉄線・愛知環状鉄道線など他社線は一切利用できない。
- 普通券：170円 - 380円（小人90 - 190円）で、各駅自動券売機で発売（全72種）。表面感熱・裏面磁気式軟券。
- 一日乗車券（Linimo 1DAYフリーきっぷ）：リニモ全駅の自動券売機で購入可能。大人800円、小人400円。
- manaca：名古屋市営地下鉄などでは2011年に導入していたが、リニモでは2016年3月12日に導入し[10]、全駅で利用できる[11]。交通系ICカード全国相互利用サービスにも対応する[11][注釈 10]。リニモと他の交通機関を乗り継いでも割引は適用されない[注釈 11]。リニモで発売されるmanacaは名古屋鉄道や豊橋鉄道と同様のエム・アイ・シー発行のものであり、記名式（manaca定期券を含む）であればミュースターへの会員登録が可能。
- 定期券：通勤定期券と通学定期券がある。藤が丘駅か八草駅の窓口（8時 - 20時）にて購入可能（通勤新規および継続の場合は両駅の自動券売機でも購入可）。それ以外の駅の場合は自動券売機で「定期券購入用乗車券」を一旦現金にて購入（大人・子供同額）して発売駅へ行く。この乗車券は出場の際に自動改札機で回収されないので、定期券購入時に返金してもらえる。manaca導入後は藤が丘駅で名古屋市営地下鉄東山線に乗り継ぐ場合に限り、リニモの各駅と名古屋市営地下鉄の各駅、さらにリニモから名古屋市営地下鉄を経由して名古屋市営バスを利用する場合はリニモの各駅と名古屋市営バスの各停留所間の連絡定期券が発売される（ただし、バスが絡む定期券は名古屋市交通局でのみ購入可能。また、藤が丘駅でリニモから名古屋市営バスに直接乗り継ぐ場合の連絡定期券の設定はない。リニモの定期券は地下鉄や名鉄、あおなみ線と同様に鉄道として扱われるため市バスや名鉄バスの定期券と同一のmanacaに載せることは一応可能）。なお、manaca導入後も磁気定期券の販売は継続している。リニモと愛知環状鉄道線との連絡定期券は磁気定期、IC定期とも存在しない。
- 入場券はなく、乗車駅で改札を出ることは原則としてできない。また、運賃も返金されない。

過去には以下のカードや乗車券が発売されていた。
- リニモカード：リニモのみで使用できた独自規格のカード。各駅の自動券売機・窓口（藤が丘駅、愛・地球博記念公園駅（8:00 - 18:30）、八草駅）で発売していた。manaca導入に伴い、2016年3月11日限りで販売・新規積増は終了[10]、利用も2016年5月31日で終了した[注釈 12]。
  - 下記3種類のカードは、プレミアムが付与される（従来のトランパスと同等）。2011年5月15日販売開始。
    - 5000円券：販売額5000円・利用可能額5600円
    - 3000円券：販売額3000円・利用可能額3300円
    - 2000円券：販売額2000円・利用可能額2200円

  - 下記2種類のカードは、プレミアム付与はない。
    - 1000円券：販売額・利用可能額とも1000円。2011年5月14日以前から、藤ヶ丘駅と八草駅の窓口で販売されていた。受注生産のオリジナルカードもある。
    - 500円券：販売額・利用可能額とも500円。受注生産専用のオリジナルカードで、1枚単位の販売はない。

  - カードの裏に印字される駅名の略号は、藤が丘駅：リニ藤（実際はリニが半角）、はなみずき通駅：はな、杁ヶ池公園駅：杁池、長久手古戦場駅：古戦、芸大通駅：芸大、公園西駅：公西、愛・地球博記念公園駅：公園（万博会場駅時代も同様）、陶磁資料館南駅：陶磁、八草駅：八草（万博八草駅時代も同様）。
- トランパス：2012年2月29日で利用終了。現在はプレミアム分をのぞいた金額を払い戻している。2011年2月10日まで、愛知高速交通独自デザイン（100形電車）のSFパノラマカードがリニモ各駅の自動券売機で販売されていた。
  - 当線の自動改札機はトランパスの2枚投入に対応せず、事前に自動券売機でトランパスを積み増して（残高をチャージして）おく必要があった。同様に、トランパスとリニモカードの併用もできなかった。
  - 2012年2月28日までは藤が丘駅で名古屋市営地下鉄東山線にトランパス1枚で乗り換えできたが、2012年2月29日から2016年3月12日のICカード乗車券導入までの間は、東山線とリニモ相互の乗り換えの際にはICカード乗車券とリニモカードが各々必要であった。
- 2011年2月1日より、回数乗車券（11枚で10枚分の値段）が販売されていた。これもmanaca導入に伴い、2016年3月11日限りで販売終了した（特殊割引回数券を除く）[10]。

## 利用状況

### 愛知万博開催時
万博輸送に際し、リニモは藤が丘駅で接続する名古屋市営地下鉄東山線との輸送力のギャップから、同駅で乗客が滞留する可能性を指摘されていた。6両編成の東山線は1時間あたり14,500人の輸送量があるのに対し、リニモは3両編成で1時間当たり4000人の輸送量しかない。このためか、日本国際博覧会協会では名古屋駅から鉄道で会場へ向かう場合には東海旅客鉄道（JR東海）が中央本線 高蔵寺駅経由で愛知環状鉄道線の万博八草駅へ直通運転する「エキスポシャトル」の利用を推奨していた。 
愛知万博内覧会が行われた2005年3月19日には、物珍しさから乗客が車両の前方に集中したことで、システムが乗客の異常な偏りを検知して一時的に発車を中止した。また、開幕前日の3月24日には浮上装置の故障で浮上不能になるトラブルが発生した。

### 愛知万博閉幕後
運行会社は、万博閉幕後の利用者数を1日あたり約31,000人と想定し、債務返済に向けての前提ともなっていた。しかし、開業初年の2005年は1日50,000人以上が利用したものの、2年目の1日平均利用者数は約13,000人台に激減した。2007年10月には愛知県が長久手町（当時）に対し、リニモの今後の固定資産税について減免を打診していたことが明らかとなったが、長久手町は「減免するより、税収を乗客増に生かすべきだ」としてこの打診を断っている。その後の利用者数は年々増加し、2009年度には単年度収支が黒字になった。
利用者数低迷の原因として、以下のような点が挙げられている。
- 沿線に15か所ある大学や高等学校の利用者数が予想以上に少なく、通学利用者の大半を愛知県立大学長久手キャンパス在籍の学生が占めている（最寄駅から学校まで距離が離れていたり、藤が丘駅から直通バスを運行する学校もあり、利用者獲得は見込み通りにはならなかった。また、長久手市と豊田市の境界が公立高校普通科の学区の境界[注釈 14]でリニモを利用した通学生の流動が起こりにくい。）。
- トランパスを利用して地下鉄や市バスなどとリニモを乗り継いでも割引が行われない。また、トランパスに代わって2011年に導入されたmanacaはリニモでは導入が5年遅れになった（後述）。
- 藤が丘駅での名古屋市営地下鉄東山線との乗り換えが不便である（リニモのホームが地下2階、地下鉄東山線のホームが地上の高架上にそれぞれあり、乗り継ぎに大人の徒歩で3分以上かかる）。
  - 鉄道評論家の川島令三は開業前、著書にて「（沿線から）都心に向かうには藤が丘で乗り換えをせねばならない。あえて乗り換えをさせるのは都市鉄道として失格である。どう考えても東山線の延伸か、計画線である名古屋市営地下鉄東部線あるいは鶴舞線からの支線で八草まで伸ばした方が実用性がある」と評している[23]。
- 藤が丘駅・はなみずき通駅以外の駅は高架上にあるため、ホームに辿り着くまでに何度も階段を上り下りしなければならない。エレベータとエスカレータも設置はされているが、エスカレータが改札口から最も遠い場所に設置されているケースが多い。
- 藤が丘 - 杁ヶ池公園間は曲線区間が多く[注釈 15]列車のスピードが抑えられるため、距離が短い割に時間がかかる。
- 運賃が周辺の他の交通機関に比べて高価である[注釈 16]。
- 沿線は都市計画法上の市街化調整区域に指定されている地区が多く、今のところ、法律上は認められている特例措置も導入されていないため、住宅建設が進まず、人口が少なく潜在需要が小さい（特に長久手古戦場駅 - 八草駅間）。

運行会社が学校側に対して藤が丘駅からではなく最寄駅からバスを運行することなどを働き掛けた結果、愛知学院大学が2006年（平成18年）4月から長久手古戦場駅から同大学までのバスを発着させたこともあったが、もともと同大学から名鉄バスによる藤が丘駅までの直行バスが頻繁運行されている上に、長久手古戦場駅から利用すると回り道になることもあって、利用者は僅少で2007年（平成19年）1月末で廃止になった。 2010年（平成22年）4月より、長久手古戦場駅から愛知学院大学・名古屋外国語大学・名古屋学芸大学・名古屋学芸大学短期大学部を巡る無料通学バスの運行が名鉄バスにより開始されている。愛知学院大学へ行く場合、リニモ藤が丘駅から長久手古戦場駅までの定期券を購入し、かつ同駅からこのバスに乗車した場合では、藤が丘駅から有料の路線バスで通学するケースに比べ、月1800円程度割安となるため、このルートに切り替えた学生も出ている。だが、愛知学院大学は藤が丘駅までのバスを引き続き頻繁運行している ほか、他の3大学も地下鉄東山線上社駅や地下鉄鶴舞線赤池駅までスクールバスを運行しており、伸び悩みが見られる。
これまでにも、利用者のさらなる増加を狙って、2006年7月15日の愛・地球博記念公園（モリコロパーク）開園に合わせて、「Linimo1DAYフリーきっぷ」（大人800円、子供400円）の発売を開始したり、愛知県の事業として、2007年6月16日から通勤定期券利用者を対象とした自転車の貸し出しの実施や、長久手町（現在の長久手市）で行われる催事にてリニモの利用を積極的に働きかけるなどの施策を実施しているが、抜本的な経営状況の改善には至っておらず、今後も利用拡大へのさらなる施策が必要な状況にある。2008年度においては、長久手町がはなみずき通・杁ヶ池公園・長久手古戦場・公園西の各駅前に自転車駐輪場を増設する施策を講じている。さらに2009年度からは愛・地球博記念公園駅北側の空き地を駐車場として整備し、パークアンドライドによる利用の推進も図っている。
2015年現在、長久手市は都市計画の下、長久手古戦場駅周辺で大型商業施設イオンモール及び住宅地・駅前広場リニモテラスの開発を、公園西駅周辺で大型商業施設イケア及び住宅地開発を進めている。また、2015年8月には公園西駅近くに歩行者・自転車用ゲートを新設し、リニモとも利便性の向上を図っている。
2011年より、愛知県企画の地域おこし愛知ぽぷかる聖地化計画と連携した取り組みを行っている。2012年には東部丘陵線（リニモ）のキャラクター をリニモたんとし、全国の公募イラストから決定する『リニモたん総選挙』を行っている等、その他各種イベントとも積極的な連携を図っている。
2015年度（平成27年度）には減損処理実施による減価償却費の減少などもあり開業以来初めて営業・経常ともに黒字となった。
2020年度には世界的な新型コロナウイルス感染症（COVID-19）流行が影響し、輸送人員が大幅減少となり再び営業赤字に転落した。
2022年度には愛・地球博公園駅が最寄り駅となるジブリパークが開園したこともあり再度営業黒字に浮上、COVID-19の感染症法上の分類が2類から5類に移行された2023年度は利用者数も回復しつつあり、愛・地球博が開催された2005年を除けば輸送人員や営業収益が最高水準となった。

### 輸送実績
東部丘陵線の近年の輸送実績を下表に記す。
表中、輸送人員の単位は万人。輸送人員は年度での値。
| 年 度              | 輸送実績（乗車人員）：万人/年度 | 輸送実績（乗車人員）：万人/年度 | 輸送実績（乗車人員）：万人/年度 | 輸送実績（乗車人員）：万人/年度 | 輸送密度 人/日 | 特 記 事 項  |
| ------------------ | ------------------------------- | ------------------------------- | ------------------------------- | ------------------------------- | -------------- | ------------ |
| 年 度              | 通勤定期                        | 通学定期                        | 定 期 外                        | 合 計                           | 輸送密度 人/日 | 特 記 事 項  |
| 2004年（平成16年） | 16.8                            | 4.6                             | 110.3                           | 131.7                           | 28,294         | 営業開始     |
| 2005年（平成17年） | 93.2                            | 139.3                           | 1898.0                          | 2130.5                          | 29,395         | 愛知万博開催 |
| 2006年（平成18年） | 44.5                            | 212.1                           | 244.8                           | 501.4                           | 7,993          |              |
| 2007年（平成19年） | 56.2                            | 236.7                           | 274.8                           | 567.7                           | 9,547          |              |
| 2008年（平成20年） | 66.0                            | 254.7                           | 281.0                           | 601.7                           | 9,823          |              |
| 2009年（平成21年） | 69.7                            | 273.3                           | 270.9                           | 613.9                           | 9,823          |              |
| 2010年（平成22年） | 72.2                            | 300.3                           | 278.1                           | 650.6                           | 10,662         |              |
| 2011年（平成23年） | 79.2                            | 320.6                           | 277.4                           | 677.2                           | 10,662         |              |
| 2012年（平成24年） | 82.5                            | 327.2                           | 286.2                           | 695.9                           | 10,993         |              |
| 2013年（平成25年） | 85.9                            | 339.1                           | 298.3                           | 723.3                           | 11,487         |              |
| 2014年（平成26年） | 96.0                            | 315.0                           | 299.8                           | 710.8                           | 11,367         |              |
| 2015年（平成27年） | 102.4                           | 332.3                           | 323.6                           | 758.3                           | 12,167         |              |
| 2016年（平成28年） | 129.4                           | 330.1                           | 358.3                           | 817.8                           | 12,419         |              |
| 2017年（平成29年） | 156.5                           | 350.2                           | 409.1                           | 915.8                           | 13,745         |              |
| 2018年（平成30年） | 159.7                           | 364.7                           | 385.2                           | 909.6                           | 13,785         |              |
| 2019年（令和元年） | 166.1                           | 390.9                           | 365.5                           | 922.5                           | 14,148         |              |
| 2020年（令和2年）  | 142.2                           | 156.1                           | 240.0                           | 538.3                           | 7,966          |              |
| 2021年（令和3年）  |                                 |                                 |                                 |                                 |                |              |

「鉄道統計年報」及び「数字でみる鉄道」（国土交通省鉄道局監修）、決算公告より抜粋

### 収入実績
東部丘陵線の近年の収入実績を下表に記す。
表中、収入の単位は千円。数値は年度での値。
| 年度               | 旅客運賃収入：千円/年度 | 旅客運賃収入：千円/年度 | 旅客運賃収入：千円/年度 | 旅客運賃収入：千円/年度 | 旅客運賃収入：千円/年度 | 運輸雑収 千円/年度 | 総合計 千円/年度 |
| ------------------ | ----------------------- | ----------------------- | ----------------------- | ----------------------- | ----------------------- | ------------------ | ---------------- |
| 年度               | 通勤定期                | 通学定期                | 定 期 外                | 手小荷物                | 合 計                   | 運輸雑収 千円/年度 | 総合計 千円/年度 |
| 2004年（平成16年） | 32,048                  | 5,194                   | 264,449                 | 0                       | 301,692                 | 43,992             | 345,685          |
| 2005年（平成17年） | 171,754                 | 164,553                 | 4,139,596               | 0                       | 4,475,903               | 194,001            | 4,669,904        |
| 2006年（平成18年） | 71,355                  | 249,778                 | 552,354                 | 0                       | 873,487                 | 29,830             | 903,317          |
| 2007年（平成19年） |                         |                         |                         | 0                       | 983,602                 | 68,387             | 1,051,989        |
| 2008年（平成20年） |                         |                         |                         | 0                       | 1,035,639               | 58,191             | 1,093,830        |
| 2009年（平成21年） | 112,615                 | 316,647                 | 610,900                 | 0                       | 1,040,162               | 45,511             | 1,085,674        |
| 2010年（平成22年） |                         |                         |                         | 0                       | 1,085,300               | 47,736             | 1,133,037        |
| 2011年（平成23年） |                         |                         |                         | 0                       | 1,127,978               | 26,639             | 1,154,618        |
| 2012年（平成24年） |                         |                         |                         | 0                       | 1,160,661               | 25,132             | 1,185,793        |
| 2013年（平成25年） |                         |                         |                         | 0                       | 1,213,267               | 26,150             | 1,239,417        |
| 2014年（平成26年） |                         |                         |                         | 0                       | 1,214,031               | 36,485             | 1,250,516        |
| 2015年（平成27年） |                         |                         |                         | 0                       | 1,301,905               | 39,154             | 1,341,059        |
| 2016年（平成28年） |                         |                         |                         | 0                       | 1,420,257               | 41,874             | 1,462,082        |

鉄道統計年報（国土交通省鉄道局監修）、損益計算書より抜粋

### 決算
愛知高速交通の決算を下表に記す。
表中、収入の単位は千円。数値は年度での値。
| 年度               | 営業収益 千円/年度 | 営業経費：千円/年度 | 営業経費：千円/年度 | 営業経費：千円/年度 | 営業経費：千円/年度 | 営業経費：千円/年度 | 営業損益 千円/年度 | 営業外収益 千円/年度 | 営業外費用 千円/年度 | 経常損益 千円/年度 |
| ------------------ | ------------------ | ------------------- | ------------------- | ------------------- | ------------------- | ------------------- | ------------------ | -------------------- | -------------------- | ------------------ |
| 年度               | 営業収益 千円/年度 | 運 輸 営業費        | 販売費・ 一般管理費 | 諸 税               | 減 価 償却費        | 合 計               | 営業損益 千円/年度 | 営業外収益 千円/年度 | 営業外費用 千円/年度 | 経常損益 千円/年度 |
| 2000年（平成12年） | 0                  | 0                   | 3,666               | 0                   | 170                 | 3,837               | △3,837             | 992                  | 8,076                | △10,921            |
| 2001年（平成13年） | 0                  | 0                   | 11,325              | 0                   | 529                 | 11,854              | △11,854            | 519                  | 8,638                | △19,973            |
| 2002年（平成14年） | 0                  | 0                   | 14,229              | 0                   | 809                 | 15,038              | △15,038            | 4,348                | 9,502                | △20,193            |
| 2003年（平成15年） | 0                  | 0                   | 115,959             | 0                   | 2,195               | 118,154             | △118,154           | 8,434                | 30,697               | △140,418           |
| 2004年（平成16年） | 345,685            | 173,887             | 549,897             | 33,957              | 251,686             | 1,009,429           | △663,743           | 181,704              | 147,318              | △629,358           |
| 2005年（平成17年） | 4,669,904          | 510,696             | 1,857,231           | 29,111              | 2,483,865           | 4,880,903           | △211,000           | 171,642              | 294,717              | △334,075           |
| 2006年（平成18年） | 903,317            | 492,253             | 701,278             | 215,225             | 2,303,376           | 3,713,134           | △2,809,817         | 91,047               | 300,304              | △3,019,073         |
| 2007年（平成19年） | 1,051,989          | 824,851             | 184,373             | 202,595             | 2,141,626           | 3,353,446           | △2,301,457         | 16,877               | 318,124              | △2,602,703         |
| 2008年（平成20年） | 1,093,830          | 831,145             | 115,205             | 204,351             | 2,023,137           | 3,173,840           | △2,080,009         | 17,800               | 310,425              | △2,372,674         |
| 2009年（平成21年） | 1,085,674          | 815,081             | 97,977              | 147,569             | 1,909,386           | 2,970,013           | △1,884,339         | 25,938               | 258,894              | △2,117,294         |
| 2010年（平成22年） | 1,133,037          | 793,982             | 96,315              | 137,502             | 1,651,364           | 2,679,165           | △1,546,127         | 10,490               | 224,579              | △1,760,217         |
| 2011年（平成23年） | 1,154,618          | 810,129             | 87,681              | 178,431             | 1,549,598           | 2,625,841           | △1,471,222         | 7,134                | 205,085              | △1,669,173         |
| 2012年（平成24年） | 1,185,793          | 841,106             | 88,122              | 157,668             | 1,482,820           | 2,569,717           | △1,383,924         | 7,023                | 187,097              | △1,563,998         |
| 2013年（平成25年） | 1,239,417          | 857,065             | 101,195             | 142,238             | 1,408,764           | 2,509,263           | △1,269,845         | 8,359                | 170,043              | △1,431,530         |
| 2014年（平成26年） | 1,250,516          | 856,635             | 132,345             | 103,299             | 1,311,710           | 2,430,991           | △1,180,475         | 138,673              | 133,799              | △1,300,581         |
| 2015年（平成27年） | 1,341,059          | 856,172             | 109,225             | 153,595             | 14,131              | 1,133,125           | 207,934            | 10,272               | 162,621              | 55,585             |
| 2016年（平成28年） | 1,462,082          | 851,002             | 125,327             | 125,003             | 5,768               | 1,107,101           | 354,981            | 19,895               | 33,532               | 341,344            |
| 2017年（平成29年） | 1,632,915          | 1,025,367           | 138,608             | 122,706             | 2,441               | 1,289,124           | 343,791            | 65,241               | 0                    | 409,032            |
| 2018年（平成30年） | 1,603,081          | 1,128,080           | 134,685             | 109,867             | 5,814               | 1,378,448           | 224,633            | 49,473               | 1,140                | 272,965            |
| 2019年（令和元年） | 1,604,761          | 1,067,776           | 128,593             | 97,107              | 7,362               | 1,300,839           | 303,922            | 13,669               | 328                  | 317,263            |
| 2020年（令和2年）  | 1,017,610          | 1,068,328           | 121,542             | 87,297              | 16,894              | 1,294,062           | △276,452           | 57,318               | 36                   | △219,170           |
| 2021年（令和3年）  | 1,228,040          | 1,238,253           | 124,221             | 79,910              | 23,373              | 1,464,758           | △236,717           | 130,619              | 12                   | △106,110           |
| 2022年（令和4年）  | 1,565,785          | 1,223,607           | 126,462             | 72,639              | 49,000              | 1,471,710           | 94,075             | 158,271              | 296                  | 252,050            |
| 2023年（令和5年）  | 1,806,332          | 1,226,014           | 137,707             | 70,843              | 83,068              | 1,517,634           | 288,697            | 56,307               | 3,163                | 341,841            |

2007年度（平成19年）決算より運輸・技術部門従事者の人件費及び経費の一部を販売費・一般管理費から運輸営業費に振り替えているため単純比較はできない。

### 駅別乗車人員の推移
『ながくての統計』各号によると、各駅の年間乗車人員の推移は以下の通りである（詳細は各駅を参照）。
| 年                 | 総数       | 藤が丘    | はなみずき通 | 杁ヶ池公園 | 長久手古戦場 | 芸大通  | 公園西    | 愛・地球博記念公園 （万博会場） | 陶磁資料館南 | 八草 （万博八草） | 備考             |
| ------------------ | ---------- | --------- | ------------ | ---------- | ------------ | ------- | --------- | ------------------------------- | ------------ | ----------------- | ---------------- |
| 2004（平成16）年度 | 1,317,000  | 407,914   | 26,798       | 58,349     | 26,551       | 16,031  | 84,808    | 441,092                         | 15,738       | 239,719           | 2005年3月6日開業 |
| 2005（平成17）年度 | 21,304,944 | 5,216,979 | 751,887      | 1,432,960  | 811,628      | 577,744 | 1,979,729 | 6,390,757                       | 536,694      | 3,606,566         | 万博開催         |
| 2006（平成18）年度 | 5,014,448  | 2,110,255 | 308,302      | 487,715    | 289,165      | 263,915 | 141,674   | 584,620                         | 19,380       | 809,422           | [ 28 ]           |
| 2007（平成19）年度 | 5,677,490  | 2,352,945 | 365,606      | 553,810    | 311,146      | 276,885 | 186,557   | 690,627                         | 18,955       | 920,959           | [ 28 ]           |
| 2008（平成20）年度 | 6,017,791  | 2,484,050 | 398,297      | 570,581    | 346,067      | 291,400 | 186,478   | 726,686                         | 15,700       | 998,532           | [ 28 ]           |
| 2009（平成21）年度 | 6,139,570  | 2,537,661 | 408,007      | 549,310    | 352,920      | 292,806 | 192,228   | 755,261                         | 14,336       | 1,037,041         | [ 28 ]           |
| 2010（平成22）年度 | 6,505,612  | 2,686,186 | 412,557      | 553,461    | 490,779      | 312,517 | 195,502   | 789,309                         | 20,039       | 1,046,265         | [ 28 ]           |
| 2011（平成23）年度 | 6,771,917  | 2,805,387 | 406,373      | 541,706    | 551,646      | 317,521 | 215,054   | 825,669                         | 31,345       | 1,077,219         | [ 29 ]           |
| 2012（平成24）年度 | 6,958,683  | 2,861,427 | 432,043      | 543,994    | 579,351      | 324,896 | 211,795   | 840,406                         | 52,747       | 1,112,027         | [ 29 ]           |
| 2013（平成25）年度 | 7,233,679  | 2,970,267 | 443,237      | 564,304    | 613,881      | 331,043 | 212,201   | 878,037                         | 50,379       | 1,170,332         | [ 29 ]           |
| 2014（平成26）年度 | 7,108,210  | 2,943,460 | 442,205      | 561,719    | 569,857      | 333,884 | 202,154   | 830,731                         | 54,087       | 1,170,115         | [ 29 ]           |
| 2015（平成27）年度 | 7,582,621  | 3,130,425 | 466,583      | 579,948    | 614,009      | 361,968 | 222,070   | 895,572                         | 57,835       | 1,254,213         | [ 29 ]           |
| 2016（平成28）年度 | 8,178,402  | 3,297,637 | 507,255      | 615,191    | 1,005,220    | 380,854 | 238,626   | 858,807                         | 57,410       | 1,217,405         | [ 30 ]           |
| 2017（平成29）年度 | 9,157,863  | 3,610,054 | 537,916      | 595,527    | 1,256,989    | 382,732 | 469,199   | 896,418                         | 77,760       | 1,331,271         | [ 30 ]           |
| 2018（平成30）年度 | 9,095,711  | 3,647,417 | 548,912      | 580,505    | 1,217,367    | 391,981 | 438,006   | 895,282                         | 52,982       | 1,323,260         | [ 30 ]           |
| 2019（令和元）年度 | 9,224,696  | 3,708,724 | 527,779      | 568,707    | 1,246,130    | 373,345 | 459,703   | 867,304                         | 51,504       | 1,421,502         | [ 30 ]           |
| 2020（令和02）年度 | 5,382,681  | 2,199,419 | 371,440      | 394,185    | 763,615      | 255,096 | 290,372   | 256,160                         | 34,207       | 818,187           | [ 30 ]           |
| 2021（令和03）年度 | 7,016,312  | 2,809,772 | 413,873      | 460,410    | 926,863      | 300,214 | 371,829   | 572,182                         | 39,598       | 1,221,575         |                  |
| 2022（令和04）年度 | 8,513,383  | 3,387,870 | 466,260      | 532,737    | 1,039,002    | 332,617 | 435,788   | 958,102                         | 50,875       | 1,310,132         |                  |

## グッズ
- 「リニモ運転席展望」DVD
- リニもなか - マックスバリュ藤が丘店で販売。
- リニモチョロQ
- リニモ携帯ストラップ
- リニモシャープペン
- 乗務員キューピー
- マフラータオル
- リニモ乗務員カバン
- 駅名キーホルダー
- ポストカードAセット・Bセット - 藤が丘駅、愛・地球博記念公園駅（8時 - 18時30分）、八草駅、JR名古屋駅新幹線地下街エスカ「なごみゃ」、または通販で取扱い。
- ダイキャスト模型（1/100スケール）
- ハシ鉄（リニモ100形モデル）
- リニモコロコロペン
- 八草みずきマグカップ
- リニモ合格祈願お守り

## ギャラリー

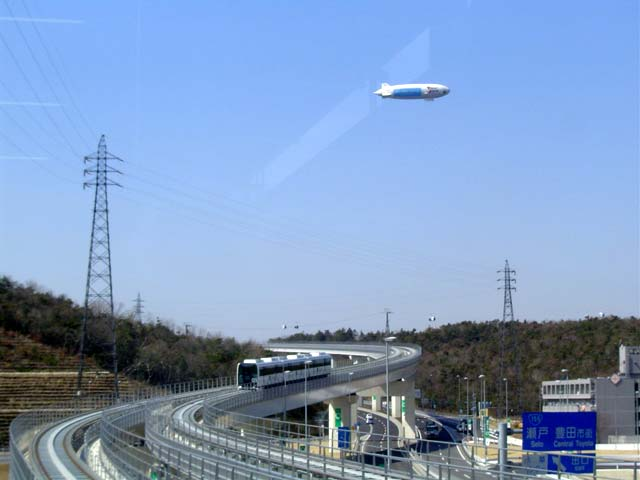
八草駅 - 陶磁資料館南駅間を走る100形車両。
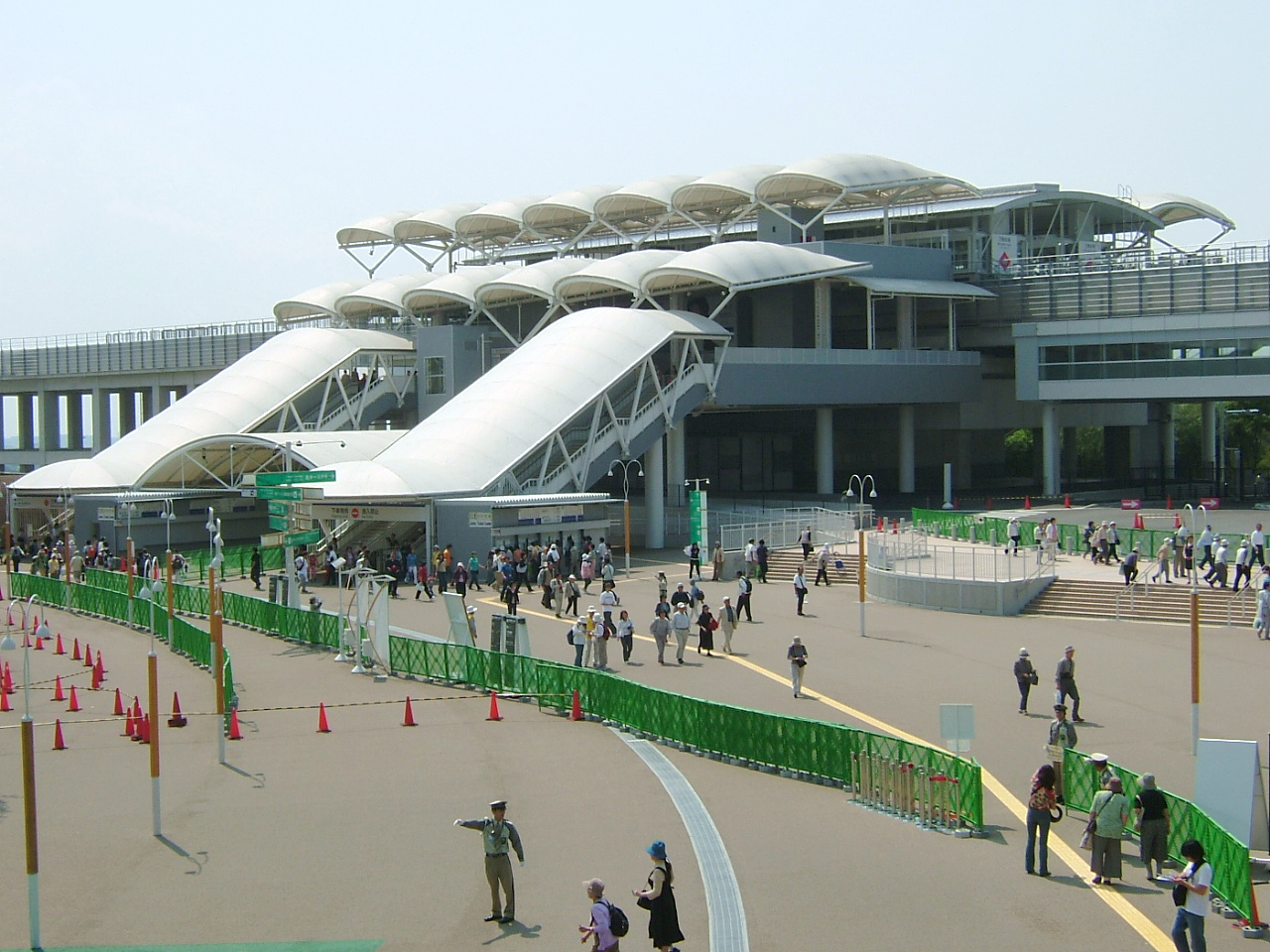
万博会場駅（現「愛・地球博記念公園駅」）。万博開幕中は仮設駅舎を増設して営業を行っていた。
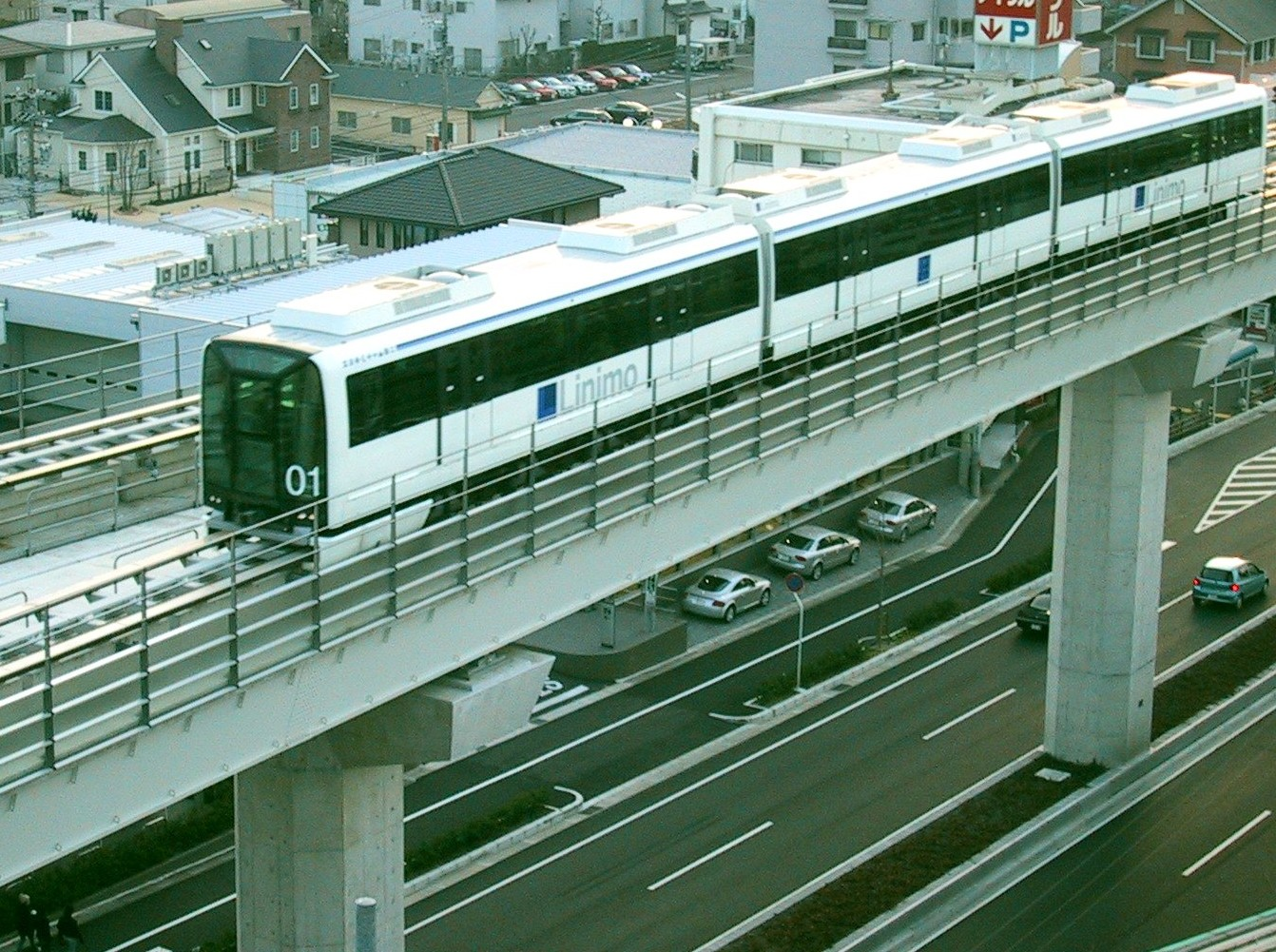
2005年3月撮影。はなみずき通駅 - 杁ヶ池公園駅間の高架の上を走る車両。
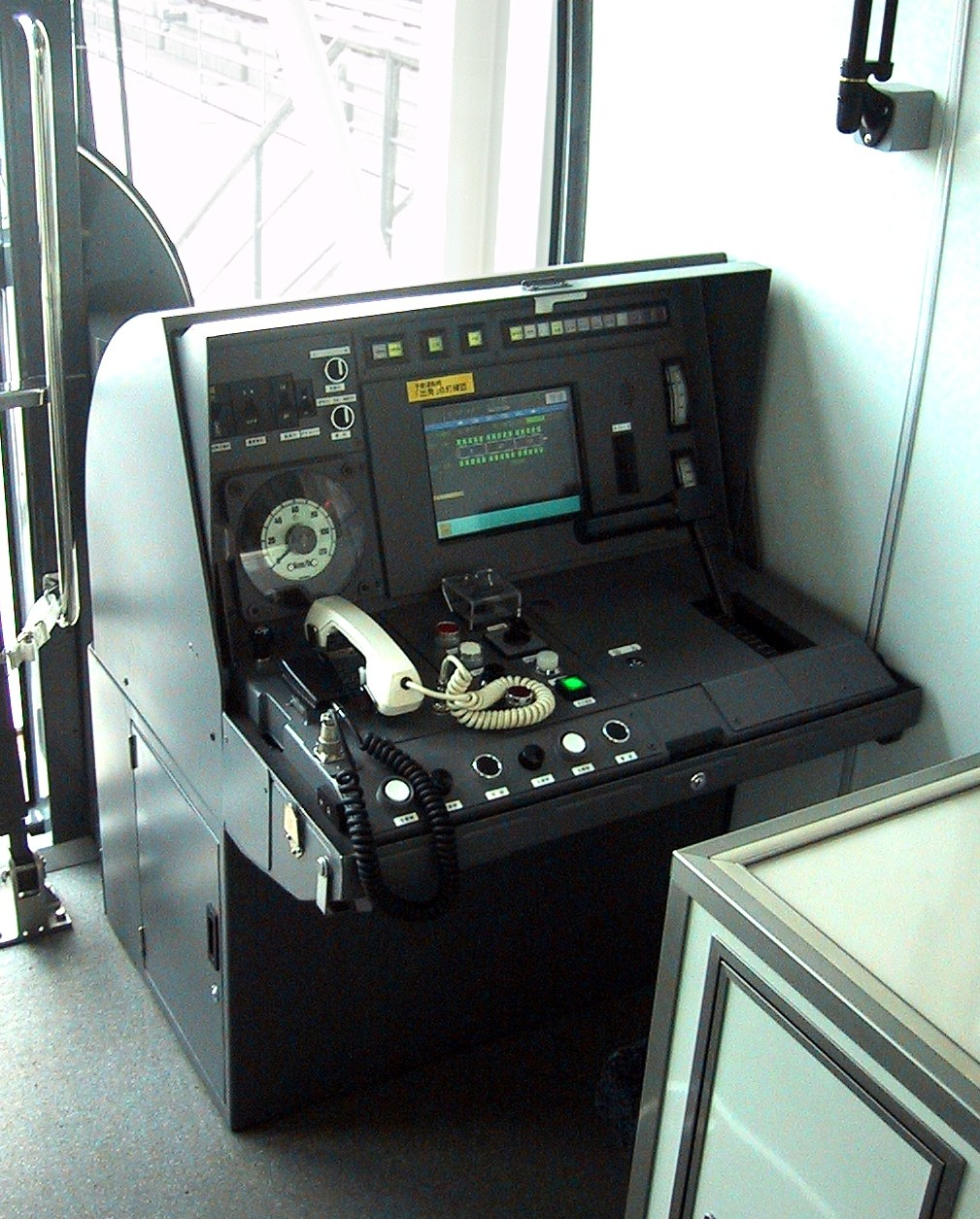
2005年3月撮影。車両運転席。
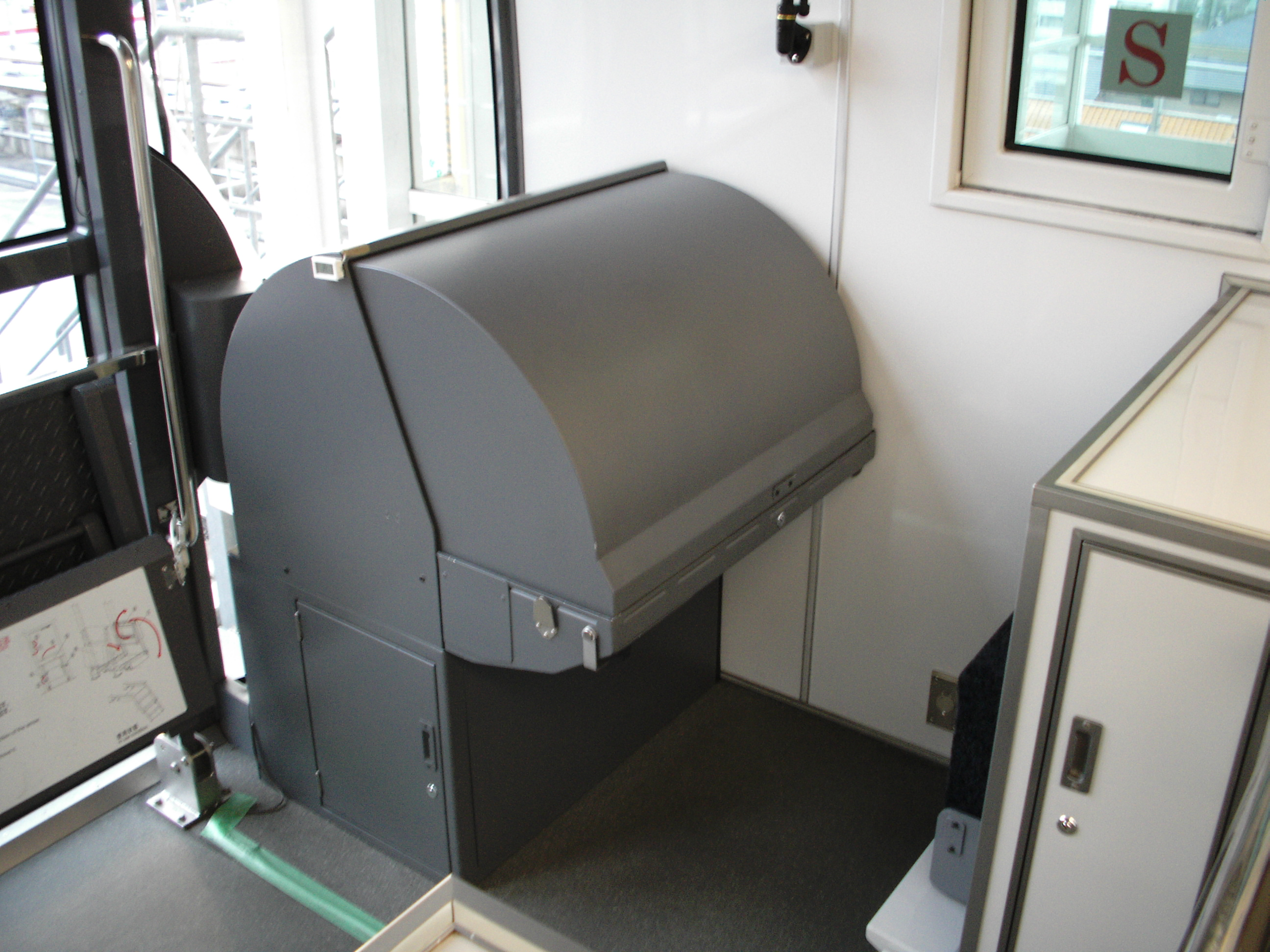
2007年1月撮影。車両運転席（カバーを閉じた状態）